# (30942) Hélicaon
(30942) Hélicaon, désignation internationale (30942) Helicaon, est un astéroïde troyen jovien.

## Description
(30942) Hélicaon est un astéroïde troyen jovien, camp troyen, c'est-à-dire situé au point de Lagrange L5 du système Soleil-Jupiter. Il présente une orbite caractérisée par un demi-grand axe de 5,170 UA, une excentricité de 0,069 et une inclinaison de 22,9° par rapport à l'écliptique.
Il est nommé en référence au personnage de la mythologie grecque Hélicaon, acteur du conflit légendaire de la guerre de Troie.

## Compléments